# The Dreadful Hours
The Dreadful Hours – siódma płyta studyjna brytyjskiego zespołu My Dying Bride wydana 13 listopada 2001 roku przez wytwórnię płytową Peaceville.

## Lista utworów
Opracowano na podstawie materiału źródłowego.
| Nr | Tytuł utworu                  | Długość |
| -- | ----------------------------- | ------- |
| 1. | „The Dreadful Hours”          | 9:23    |
| 2. | „The Raven and the Rose”      | 8:12    |
| 3. | „Le Figlie Della Tempesta”    | 10:08   |
| 4. | „Black Heart Romance”         | 5:23    |
| 5. | „A Cruel Taste of Winter”     | 7:36    |
| 6. | „My Hope, the Destroyer”      | 6:44    |
| 7. | „The Deepest of All Hearts”   | 8:56    |
| 8. | „The Return to the Beautiful” | 14:23   |
|    |                               | 1:10:45 |

## Twórcy
Opracowano na podstawie materiału źródłowego.
| Zespół My Dying Bride w składzie - Aaron Stainthorpe – śpiew, oprawa graficzna albumu - Andrew Craighan – gitara, produkcja - Hamish Glencross – gitara - Adrian Jackson – gitara basowa - Shaun Steels – perkusja |  | Dodatkowi muzycy - Jonny Maudling – instrumenty klawiszowe - Yasmin Ahmed – instrumenty klawiszowe Inni - Robert „Mags” Magoolagan – produkcja, inżynieria dźwięku |